# Eobaataridae
Los eobatáridos (Eobaataridae) son una familia extinta de mamíferos fósiles del orden de los multituberculados. Se han encontrado restos del Jurásico Medio del subcontinente indio y del Cretácico inferior de Europa y Asia. Aquellos herbívoros vivieron durante la era Mesozoica, también conocida como la era de los dinosaurios.
Se conocen restos de un esqueleto casi completo y razonablemente bien preservado para uno de los taxones, el género Sinobaatar de la localidad china de Liaoning. Los eobatáridos eran parientes cercanos de los Plagiaulacidae, si bien el segundo molar superior tenía similitudes con el informal grupo Paracimexomys dentro del suborden derivado Cimolodonta.

## Descripción
Se diferencian de la mayor parte de los "plagiaulácidos" (exceptuando a Glirodon) por la presencia de un esmalte 'gigantoprismático' y de un incisivo inferior con una breve banda de esmalte. Se diferencia de los Plagiaulacidae por poseer un p4 con entre nueve a diez indentaciones con crestas (en lugar de cinco a siete) y tener una sola cúspide vestibular en el P4. Comparte con los Plagiaulacidae y con algunos miembros del Grupo de Paracimexomys la estructura de m1 y m2, que son asimétricas, siendo más corto en la parte lingual que en la vestibular, con las cúspides fusionadas, y comparte junto con Ferugliotherium la "ornamentación" en los hoyos y los surcos de los molares. Comparte con los Plagiaulacidae la estructura de los premolares superiores (cinco en total) muy similares y difiere en que tiene una cresta incipiente lingual en el M1 más destacada. Acciones con Bolodon, Plagiaulax y Zofiabaatar una longitud similar de P3/P4 y con Plagiaulax la presencia de sólo tres premolares inferiores